# میکله آبروتسو
میکله آبروتسو (ایتالیایی: Michele Abruzzo؛ ۲۹ دسامبر ۱۹۰۴ – ۱۷ نوامبر ۱۹۹۶) بازیگر اهل ایتالیا بود.
از فیلم‌ها یا برنامه‌های تلویزیونی که وی در آن نقش داشته‌است، می‌توان به تا زمانی که ازدواج یکی‌مان کند و ساخت ایتالیا اشاره کرد.